# Rally Príncipe de Asturias de 2010
El Rally Príncipe de Asturias de 2010 fue la edición 47.ª, la octava ronda de la temporada 2010 del Campeonato de Europa de Rally y la séptima ronda de la temporada 2010 Campeonato de España de Rally. Se celebró del 9 al 11 de septiembre.

## Resumen
Alberto Hevia se proclamó vencedor del 47.º Rally Príncipe de Asturias, una prueba del calendario español y que por segundo año consecutivo fue puntuable para el Campeonato Europeo de Rally. El italiano Corrado Fontana comenzó muy fuerte, era uno de los favoritos y lo demostró, pero tuvo mala suerte y se salió de la carretera en el segundo de los tramos del rally, lo que ya dejó a Berti Hevia como líder, posición que no iba a abandonar hasta la finalización de la prueba, marcando siempre los mejores tiempos. Víctor Senra fue el segundo clasificado, con una ventaja que se fue haciendo cada vez más cómoda sobre sus perseguidores y el tercer puesto del rally del Campeonato de Europa fue para Miguel Fuster. Ese podio, coincidió plenamente con el del Campeonato de España, al verse obligado Pedro Burgo que venía ocupando la tercera posición a abandonar por avería mecánica en los últimos enlaces.

## Clasificación final
| Pos.        | Piloto            | Copiloto             | Coche                   | Tiempo    | Diferencia |
| General     | General           | General              | General                 | General   | General    |
| ----------- | ----------------- | -------------------- | ----------------------- | --------- | ---------- |
| 1.          | Alberto Hevia     | Alberto Iglesias Pin | Škoda Fabia S2000       | 2:45:08.5 | 0.0        |
| 2.          | Víctor Senra      | David Vázquez        | Ford Fiesta S2000       | 2:48:26.3 | +3:17.8    |
| 3.          | Miguel Fuster     | Ignacio Aviñó        | Škoda Fabia S2000       | 2:52:45.9 | +7:37.4    |
| 4.          | Gorka Antxustegui | Gabriel Suárez       | Suzuki Swift S1600      | 2:53:59.4 | +8:50.9    |
| 5.          | Luigi Fontana     | Renzo Casazza        | Peugeot 207 S2000       | 2:57:58.4 | +12:49.9   |
| 6.          | Antonín Tlusťák   | Jan Škaloud          | Peugeot 207 S2000       | 2:58:49.8 | +13:41.3   |
| 7.          | Alberto Monarri   | Borja Rozada         | Mitsubishi Lancer Evo X | 2:58:52.2 | +13:43.7   |
| 8.          | Rubén Gracia      | Sergio Sanjuán       | Ford Fiesta S2000       | 3:03:18.1 | +18:09.6   |
| 9.          | Adrián Díaz       | César Díaz           | Ford Fiesta R2          | 3:05:05.3 | +19:56.8   |
| 10.         | Ferrán Pujol      | Enric Rosell         | Suzuki Swift Sport      | 3:10:02.1 | +24:53.6   |
| ERC         |                   |                      |                         |           |            |
| 1 (5.)      | Luigi Fontana     | Renzo Casazza        | Peugeot 207 S2000       | 2:57:58.4 | 0.0        |
| 2. (6.)     | Antonín Tlusťák   | Jan Škaloud          | Peugeot 207 S2000       | 2:58:49.8 | +51.4      |
| Referencias |                   |                      |                         |           |            |

| Predecesor: Ferrol 2010 | España 2010 | Sucesor: Llanes 2010 |